# Pagai
Pagai è un villaggio delle Samoa Americane appartenente alla contea di Sa'Ole del Distretto orientale.